# 정해인의 걸어보고서
《정해인의 걸어보고서》는 2019년 11월 26일부터 2020년 1월 21일까지 KBS 2TV에서 방송된 예능 프로그램이다.

## 기획 의도
- KBS 1TV의 걸어서 세계속으로를 예능으로 재탄생시킨 것으로 단순한 여행 리얼리티가 아닌 '걸어서 여행하고 기록하는 다큐멘터리', 일명 '걷큐멘터리'라는 콘셉트로 여행 예능의 새로운 장을 여는 예능 프로그램.

## 출연진
| 출연진 및 패널         | 방송 기간                          | 방송 회차 |
| ---------------------- | ---------------------------------- | --------- |
| 정해인, 은종건, 임현수 | 2019년 11월 26일 ~ 2020년 1월 21일 | 1 ~ 8회   |

## 시청률
최저 시청률과 최고 시청률은 시청률 조사회사와 지역별로 시청률에 차이가 있을 수 있습니다.
| 회차 | 방송일           | TNmS 시청률    | AGB 시청률     | AGB 시청률   |
| 회차 | 방송일           | 대한민국(전국) | 대한민국(전국) | 서울(수도권) |
| ---- | ---------------- | -------------- | -------------- | ------------ |
| 1화  | 2019년 11월 26일 |                | 2.6%/2.7%      |              |
| 2화  | 2019년 12월 3일  |                | 1.8%/2.4%      |              |
| 3화  | 2019년 12월 10일 |                | 1.9%/2.9%      |              |
| 4화  | 2019년 12월 17일 |                | 1.4%/2.1%      |              |
| 5화  | 2019년 12월 24일 |                | 1.7%/2.3%      |              |
| 6화  | 2020년 1월 7일   |                | 1.1%/1.7%      |              |
| 7화  | 2020년 1월 14일  |                | 1.4%/2.3%      |              |
| 8화  | 2020년 1월 21일  |                | 1.8%/2.4%      |              |

## 결방 안내
- 2019년 12월 31일 : 2019 KBS 연기대상 시상식 중계방송으로 인해 결방.

## 같이 보기
관련 항목
- 여행

방송 프로그램
- 김영철의 동네 한 바퀴 (KBS 1TV)
- 한 번쯤 멈출 수 밖에 (KBS 2TV)
- 세계테마기행, 한국기행 (EBS 1TV)
- 정글의 법칙, 공생의 법칙 (SBS TV)
- 나는 자연인이다, 오지GO, 여행생활자 집시맨 (MBN)
- 세계도시여행 (MBC 표준FM)

## 참고 사항
- 이전 프로그램인 '조선로코 - 녹두전' 종영 이후에, KBS 2TV의 월화 미니시리즈 휴방 기간 동안, 편성 공백을 메우기 위해, 기획·제작하였다.
- 미국 뉴욕에서 촬영하여, NH농협은행과 NH농협카드의 PPL(간접 광고)이 적용되었다.